# Trialeurodes chinensis
Trialeurodes chinensis là một loài côn trùng cánh nửa trong họ Aleyrodidae, phân họ Aleyrodinae.
Trialeurodes chinensis được Takahashi miêu tả khoa học đầu tiên năm 1955.